# Argiope madang
Argiope madang är en spindelart som beskrevs av Levi 1984. Argiope madang ingår i släktet Argiope och familjen hjulspindlar. Inga underarter finns listade i Catalogue of Life.